# Repmossa
Repmossa (Pterigynandrum filiforme) är en bladmossart som beskrevs av Hedwig 1801. Enligt Catalogue of Life ingår Repmossa i släktet Pterigynandrum och familjen Pterigynandraceae, men enligt Dyntaxa är tillhörigheten istället släktet Pterigynandrum och familjen Pterigynandraceae. Arten är reproducerande i Sverige. Inga underarter finns listade i Catalogue of Life.

## Bildgalleri

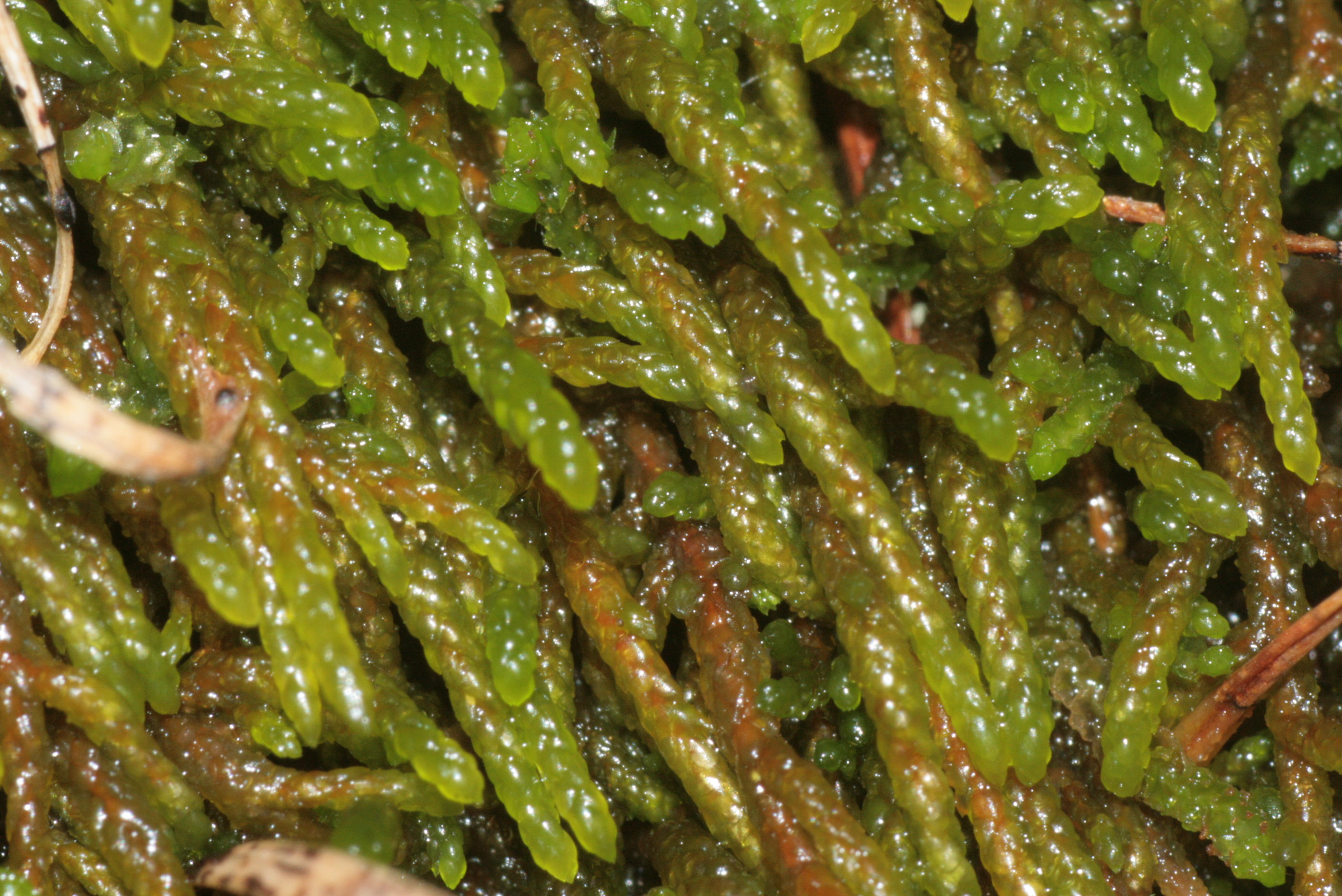
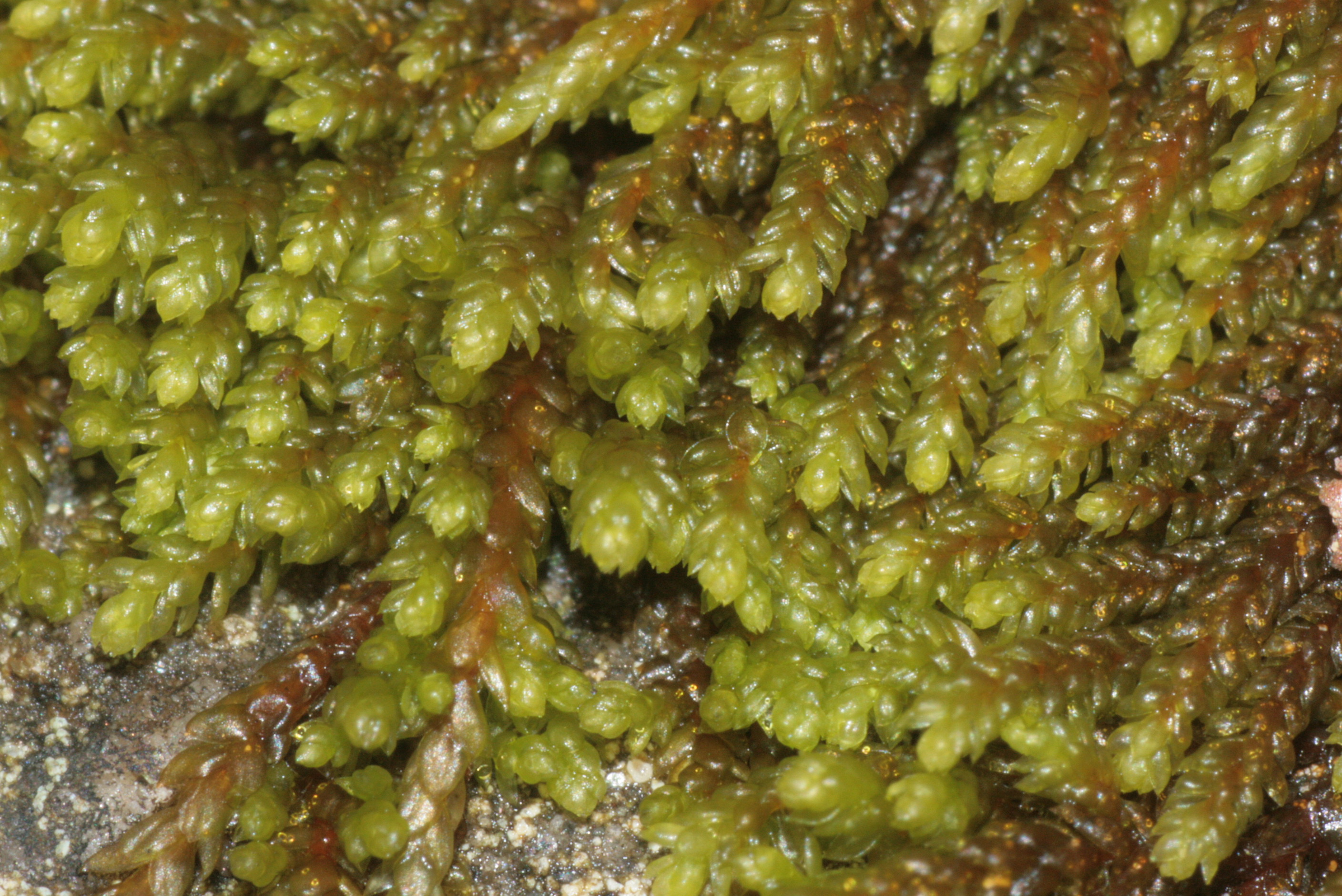
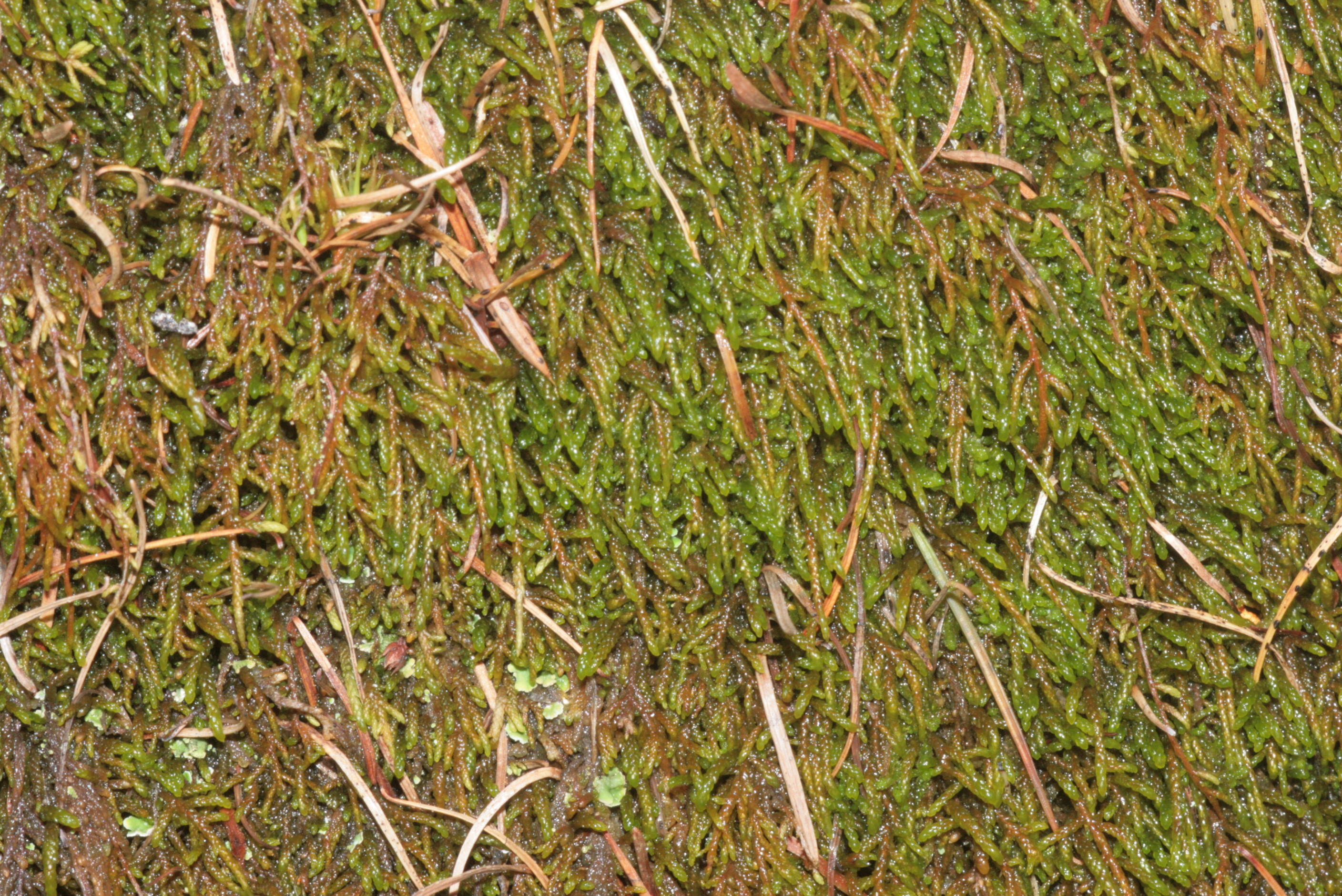
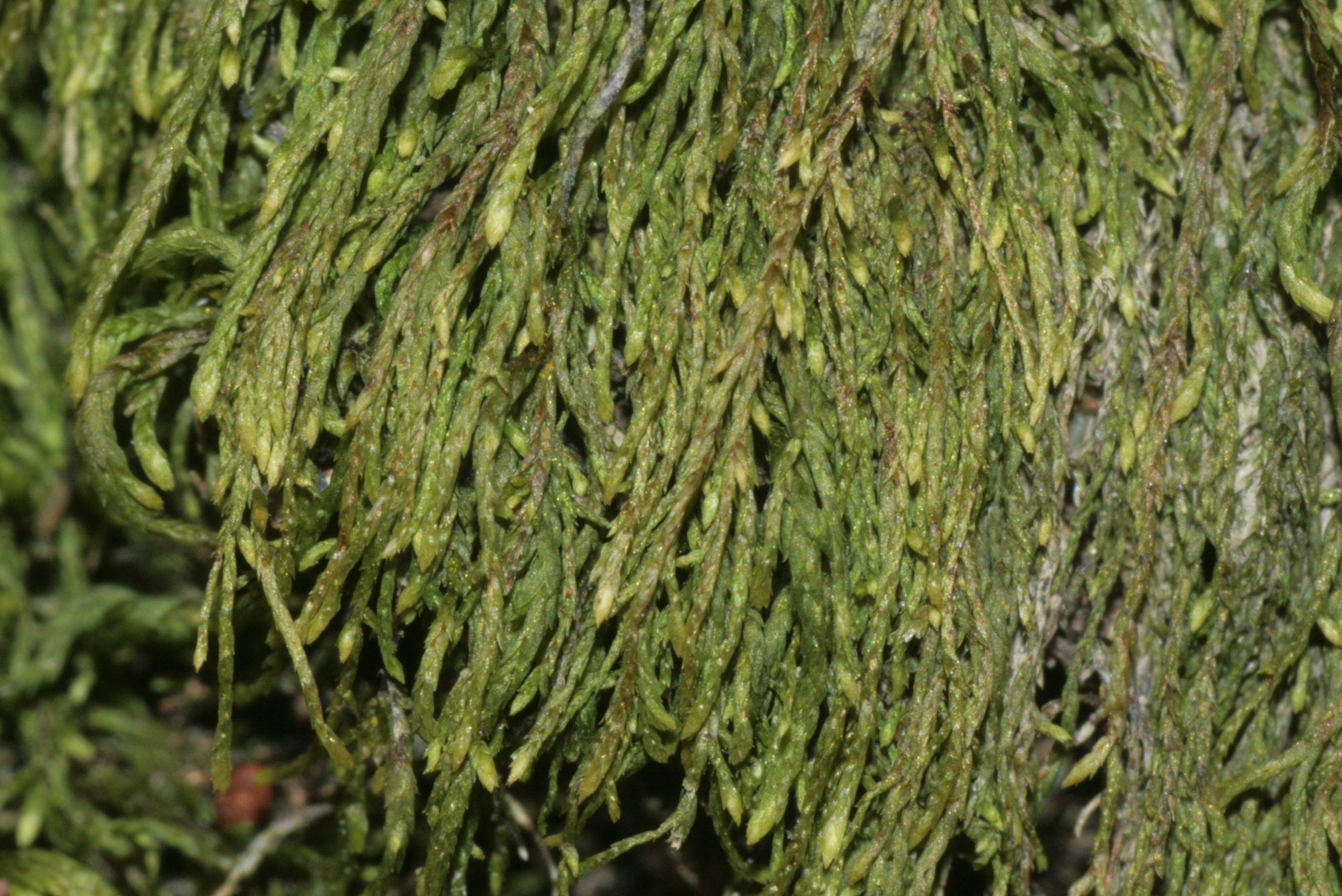
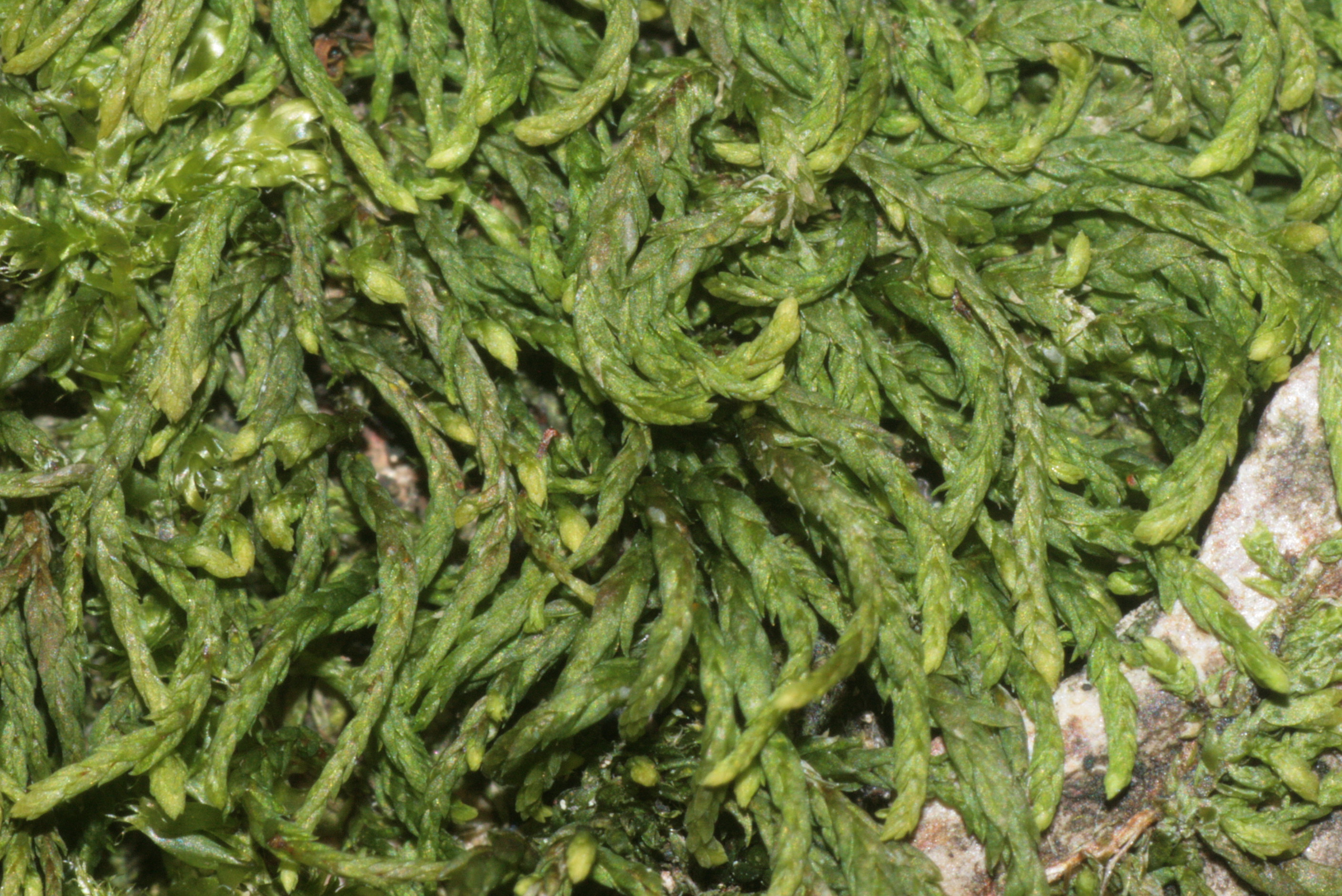
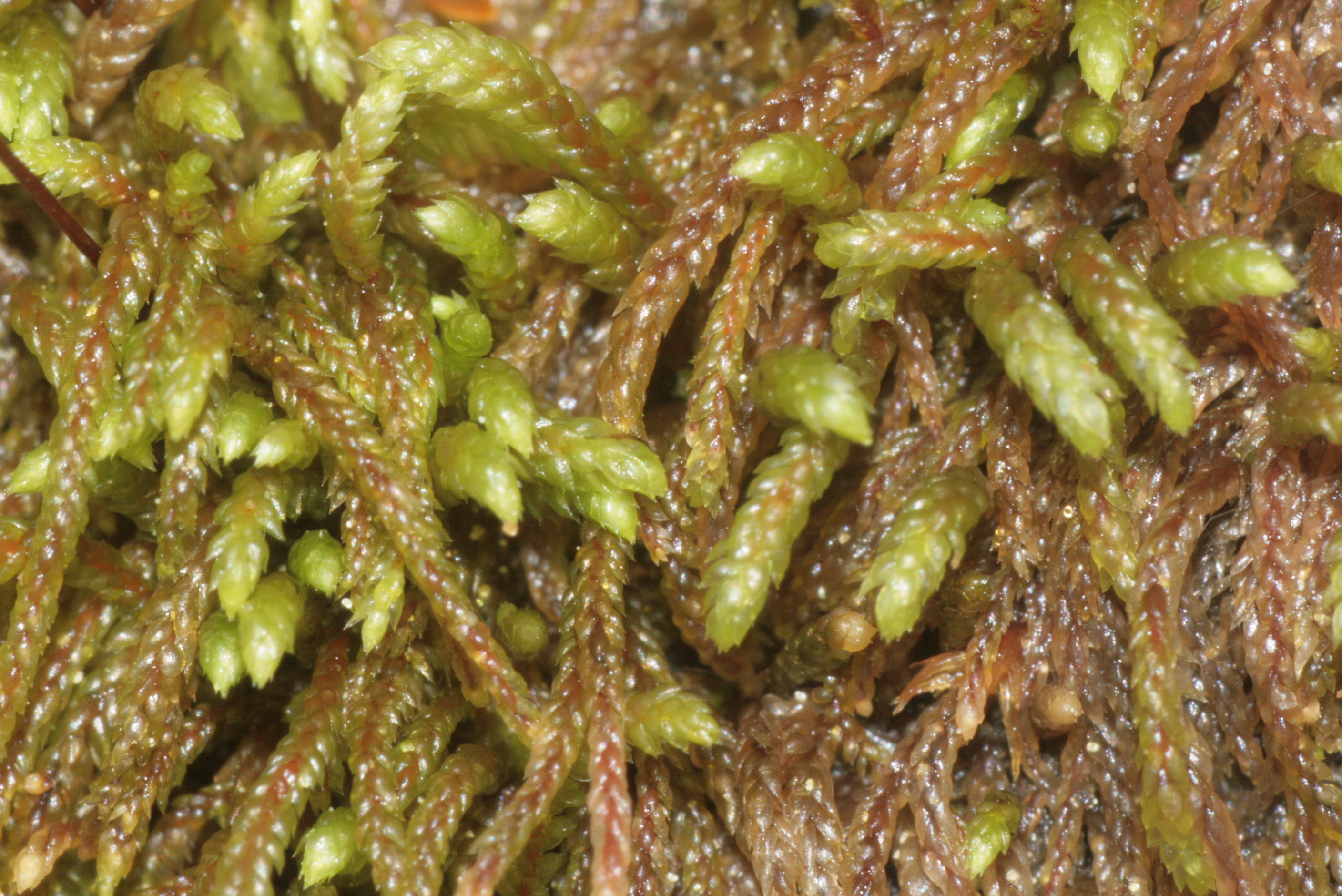